# Евпаторийская бухта
Евпаторийская бухта — внутренняя бухта Каламитского залива Чёрного моря.
Вдаётся в юго-западный берег полуострова Крым на 1,3 км. Ширина у входа около 2 км. Глубина до 10 м.
Берега — песчаные и ракушечные пляжи. Западной границей бухты является мыс Карантинный. Северо-восточный берег бухты является пересыпью, за которой находится солёное озеро Сасык.
На северном берегу бухты расположен город, курорт и порт — Евпатория. В бухте расположился Евпаторийский морской торговый порт.

## История
В 2016 году при обследовании акватории перед реконструкцией городской набережной им. Терешковой специалисты Черноморского центра подводных исследований нашли останки пяти деревянных кораблей XIX века. Суда находятся на глубине около трех метров, на участке дна длиной 1200 и шириной 55 метров. Корабли затонули в разное время при разных обстоятельствах. Два из них являются купеческими грузовыми судами, входившими в союзническую эскадру времен Крымской войны и предположительно затонули во время знаменитого шторма 14 ноября 1854 года.
Утром 23 ноября 1943 года немецкий транспорт «Santa Fe» с охранением следовал с военным грузом через Каламитский залив. На траверзе Евпаторийского маяка конвой передал сообщение: «Транспорт „Santa Fe“ торпедирован. Подрыв у носа корабля. Судно горит». В 06:36 произошел взрыв, который разорвал судно на части. Через семь минут оно полностью ушло под воду.
15 декабря 1943 года через 22 дня после гибели парохода немецкий противолодочный корабль «UJ-102» оказывается прямо над корпусом транспорта «Santa Fe» и сбросил глубинные бомбы на обнаруженный объект. Боеприпасы на «Santa Fe» детонировали и охотник от взрыва затонул. Погибли 53 члена экипажа. Оба судна лежат на глубине 24 метра на дне Евпаторийской бухты и были обнаружены в 1975 году.